# Harry Kent
Harry Dale Kent (ur. 11 marca 1947 w Upper Hutt, zm. 24 sierpnia 2021 w Trentham) – nowozelandzki kolarz torowy, srebrny medalista mistrzostw świata.

## Kariera
Największe sukcesy w karierze Harry Kent osiągnął w 1970 roku. Najpierw zdobył srebrny medal w wyścigu na 1 km podczas mistrzostw świata w Leicester, gdzie wyprzedził go jedynie Duńczyk Niels Fredborg, a następnie zwyciężył w tej samej konkurencji podczas igrzysk Brytyjskiej Wspólnoty Narodów w Edynburgu. W 1972 roku wystartował na igrzyskach olimpijskich w Monachium, gdzie rywalizację w wyścigu na 1 km zakończył na szesnastej pozycji. Dzięki srebrnemu medalowi zdobytemu podczas MŚ w Leicester Kent został pierwszym nowozelandzkim kolarzem, który zdobył medal na torowych mistrzostwach świata.